# نيفيل دوز
نيفيل دوز (بالإنجليزية: Neville Dawes)‏ هو شاعر نيجيري، ولد في 16 يونيو 1926، وتوفي في 13 مايو 1984.